# Love Today
"Love Today" é o terceiro single do primeiro álbum do cantor Mika, Life in Cartoon Motion. Chegou a ser nomeada para a categoria "Grammy for Best Dance Recording" no 50º Grammy Awards mas perdeu para o cantor Justin Timberlake.

## Lançamento
Foi lançado no Reino Unido em 16 de Abril de 2007 como download digital e como o lançamento físico em 23 de abril de 2007 atingiu o número 6 em charts.

## Tema
O single é dedicado em memória ao jogador e treinador Bob Woolmer.
Mika descreveu a história por trás da canção em uma entrevista com o jornal The Sun em 2 de fevereiro de 2007 comentando que a mesma tratava-se de quando se ama e é amado de volta assim como da euforia que se sente quando as coisas dão certo do jeito que se esperava.
Depois Mika revelou ao The Times, em 20 de Novembro de 2009 que a canção se criou após a primeira vez que ele dormiu com alguém fora de casa e gostou do ocorrido.
"Love Today" já foi usada em comerciai da Coca-Cola e também na abertura da premiação do Miss Universo 2008 realizado em Nha Trang no Vietnã.

## Clipe
O clipe feito para a música é animado e traz Mika as vezes dançando e cantando juntamente com homens vestidos de vermelho que tocam instrumentos ao longo da música e parecem fazer parte de sua banda. Em várias partes do clipe aparecem várias imagens e desenhos de estrelas nos telões assim como muitos dançarinos com roupas diferentes ao longo do vídeo. 
"Love Today" é um dos clipes mais vistos de Mika já passando dos 20 milhões de visualizações em sites de vídeo como o YouTube.

## Crítica
A canção recebeu críticas mistas.
Segundo o PopMatters a música tem uma letra sincera e Lizzie Ennever da BBC Music escreveu uma crítica positiva alegando que a música passava grandes sentimentos bons a quem ouvia.
O portal AllMusic descreveu que Mika atravessa a linha entre o adorável e o irritante.
O musicOMH concordou e completou críticando a voz de Mika dando a entender que ela não era uma boa voz para as pistas de dança.

## Lista de músicas
UK CD Single
1. "Love Today" – 3:57
2. "Only Lonely One" (Demo) - 3:41
3. "Billy Brown" (Acoustic) - 3:20
4. "Love Today" (Switch remix) – 5:41

Limited Edition 7" Single
1. "Love Today"
2. "Stuck In The Middle" (Acoustic Version)

UK 12" Vinyl Single
1. "Love Today" (Switch Remix)
2. "Love Today" (Rob Mello's No Ears Vocal Remix)
3. "Love Today" (Rob Mello's No Ears Dub Remix)

## Posição nas paradas musicais
| Chart (2007)                                | Melhor Posição |
| ------------------------------------------- | -------------- |
| Austrália (ARIA)                            | 3              |
| Bélgica (Ultratop 50 de Flandres)           | 4              |
| Bélgica (Ultratop 50 da Valônia)            | 3              |
| Canadá (Canadian Hot 100)                   | 58             |
| República Checa (Rádio Top 100)             | 50             |
| Europa (Billboard European Hot 100 Singles) | 18             |
| Finlândia (Suomen virallinen lista)         | 9              |
| França (SNEP)                               | 5              |
| Irlanda (IRMA)                              | 13             |
| Itália (FIMI)                               | 5              |
| Países Baixos (Dutch Top 40)                | 25             |
| Nova Zelândia (Recorded Music NZ)           | 28             |
| Eslováquia (Rádio Top 100)                  | 24             |
| Suécia (Sverigetopplistan)                  | 17             |
| Suíça (Schweizer Hitparade)                 | 46             |
| Reino Unido (UK Singles Chart)              | 6              |
| US Billboard Hot 100                        | 92             |
| US Billboard Pop 100                        | 78             |
| US Billboard Hot Dance Club Songs           | 2              |